# Siete Merindades de Castilla la Vieja
Las Siete Merindades de Castilla la Vieja fueron una mancomunidad de villas castellanas en la actual comarca de Las Merindades. Se reunían en el municipio de Villarcayo desde 1560.
En un principio, el apoyo de Pedro Fernández de Velasco a Enrique II de Castilla y la victoria de este sobre su hermanastro Pedro I el Cruel, hizo que Medina de Pomar pasara a ser villa de señorío en vez de villa de realengo. Se convirtió en capital de Las Merindades y centro neurálgico del poder nobiliar de los Velasco.
Este hecho llevó al consiguiente enfrentamiento entre los merinos y los condestables. Pero con la llegada de la monarquía autoritaria tras la guerra de las Comunidades de Castilla y la búsqueda de los nuevos reyes de minorizar el poder de los nobles, llevaron al cambio de capitalidad a Villarcayo.
La Junta General de las Siete Merindades tenía un amplio campo de competencias: daba poderes o instrucciones, nombraba al procurador general de las Siete Merindades (elegido en la primera junta del año y cada año uno de distinta merindad), dirimía los conflictos surgidos entre los concejos, entre merindades, entre particulares, juzgaba los casos suscitados por conflictos jurisdiccionales, disponía de su propia milicia, contaba con su propio presupuesto, controlado por los contadores nombrados para tal fin en la Junta General.

## Merindades
- Merindad de Castilla la Vieja
- Merindad de Cuesta-Urria
- Merindad de Losa
- Merindad de Montija
- Merindad de Sotoscueva
- Merindad de Valdivielso
- Merindad de Valdeporres